# Pulí
Pulí è un comune della Colombia facente parte del dipartimento di Cundinamarca.
Il centro abitato venne fondato da Patricio de Ávila nel 1800, mentre l'istituzione del comune è del 1988.